# 1329
- Wikisource

| Calendário gregoriano                                                        | 1329 MCCCXXIX                                        |
| Ab urbe condita                                                              | 2082                                                 |
| Calendário arménio                                                           | 778 – 779                                            |
| Calendário bahá'í                                                            | -515 – -514                                          |
| Calendário budista                                                           | 1873                                                 |
| Calendário chinês                                                            | 4025 – 4026 Início a 31 de janeiro (aproximadamente) |
| Calendário copta                                                             | 1045 – 1046                                          |
| Calendário etíope                                                            | 1321 – 1322                                          |
| Calendários hindus - Vikram Samvat - Calendário nacional indiano - Cáli Iuga | 1384 – 1385 1250 – 1251 4429 – 4430                  |
| Calendário Holoceno                                                          | 11329                                                |
| Calendário islâmico                                                          | 729 – 730                                            |
| Calendário judaico                                                           | 5089 – 5090                                          |
| Calendário persa                                                             | 707 – 708                                            |
| Calendário rúnico                                                            | 1579                                                 |
| Calendário solar tailandês                                                   | 1872                                                 |

1329 (MCCCXXIX na numeração romana) foi um ano comum do século XIV do Calendário Juliano, da Era de Cristo, a sua letra dominical foi A (52 semanas), teve início a um domingo e terminou também a um domingo.
| Ano completo                    |
| ------------------------------- |
| Ano comum com início ao domingo |

## Mortes
- Afonso Sanches, nobre português, filho bastardo do rei D. Dinis (n. 1289).
- 9 de Novembro - João III de Harcourt foi visconde de Châtellerault e de Saint-Sauveur, barão de Elbeuf, Senhor de Harcourt, de La Saussaye, de Brionne e Lillebonne.